# 伊馬奧本·恩斯·烏科
伊馬奧本·恩斯·烏科（2004年2月20日—）是一名奈及利亞女子田徑運動員，主攻400米赛跑項目。她曾獲得2021年世界U20田徑錦標賽女子400米冠軍。

## 外部連結
- 伊馬奧本·恩斯·烏科在的頁面